# Уимблдонский турнир 2006
Уимблдонский турнир 2006 года — 120-й розыгрыш ежегодного профессионального теннисного турнира серии Большого шлема, проводящегося в Уимблдоне (Лондон, Великобритания) на кортах местного «Всеанглийского клуба лаун-тенниса и крокета». Традиционно выявлялись победители соревнования в девяти разрядах: в пяти — у взрослых и четырёх — у старших юниоров.
В 2006 году матчи основных сеток прошли с 26 июня по 9 июля. Соревнование традиционно завершало основной сезон турниров серии на данном покрытии.
Прошлогодние победители среди взрослых:
- мужчины, одиночный разряд —  Роджер Федерер
- женщины, одиночный разряд —  Винус Уильямс
- мужчины, парный разряд —  Уэсли Муди и  Стивен Хасс
- женщины, парный разряд —  Кара Блэк и  Лизель Хубер
- смешанный парный разряд —  Мари Пьерс и  Махеш Бхупати

## Соревнования

### Взрослые

#### Мужчины. Одиночный разряд
Роджер Федерер обыграл  Рафаэля Надаля со счётом 6-0, 7-6(5), 6-7(2), 6-3.
- Федерер выигрывает 2-й титул в сезоне и 8-й за карьеру на соревнованиях серии.
- Надаль с третьей попытки проигрывает финал соревнования серии.

#### Женщины. Одиночный разряд
Амели Моресмо обыграла  Жюстин Энен-Арденн со счётом 2-6, 6-3, 6-4.
- Моресмо выигрывает 2й титул за карьеру на соревнованиях серии.
- Энен-Арденн уступает свой 2-й финал в сезоне и 3-й за карьеру на соревнованиях серии.

#### Мужчины. Парный разряд
Боб Брайан /  Майк Брайан обыграли  Ненада Зимонича /  Фабриса Санторо со счётом 6-3, 4-6, 6-4, 6-2.
- братья выигрывают свой 2-й титул в сезоне и 4-й за карьеру на соревнованиях серии.

#### Женщины. Парный разряд
Чжэн Цзе /  Янь Цзы обыграли  Вирхинию Руано Паскуаль /  Паолу Суарес со счётом 6-3, 3-6, 6-2.
- представительницы КНР выигрывают свой 2-й титул за карьеру на соревнованиях серии.

#### Смешанный парный разряд
Вера Звонарева /  Энди Рам обыграли  Винус Уильямс /  Боба Брайана со счётом 6-3, 6-2.
- Звонарева выигрывает свой 1-й титул в сезоне и 2-й за карьеру на соревнованиях серии.
- Рам со второй попытки побеждает в финале соревнования серии.

### Юниоры

#### Юноши. Одиночный турнир
Тимо де Баккер обыграл  Марцина Гаврона со счётом 6-2, 7-6(4).
- представитель Европы выигрывает британский турнир серии четвёртый год подряд.

#### Девушки. Одиночный турнир
Каролина Возняцки обыграла  Магдалену Рыбарикову со счётом 3-6, 6-1, 6-3.
- представительница Северной Европы выигрывает турнир серии впервые с 1979 года.

#### Юноши. Парный турнир
Келлен Дамико /  Натаниэль Шнугг обыграли  Мартина Клижана /  Андрея Мартина со счётом 7-6(7), 6-2.
- представители США выигрывают британский турнир серии третий год подряд.

#### Девушки. Парный турнир
Алиса Клейбанова /  Анастасия Павлюченкова обыграли  Кристину Антонийчук /  Александру Дулгеру со счётом 6-1, 6-2.
- Павлюченкова выигрывает 3-й турнир серии подряд.
- российская мононациональная пара побеждает на турнире серии впервые с 2001 года.